# Intercultureel onderwijs
Intercultureel Onderwijs (ICO) is de Nederlandse benaming en invulling van wat in de internationale literatuur meestal multicultureel onderwijs wordt genoemd. ICO is onderwijs dat is bedoeld om leerlingen voor te bereiden op hun deelname aan de multiculturele maatschappij. Sinds 1985 zijn Nederlandse scholen verplicht om aandacht te besteden aan Intercultureel Onderwijs. Dit is vastgelegd in de kerndoelen.

## Doelen
In Nederland is het doel van ICO ‘leerlingen te leren omgaan met overeenkomsten en verschillen die samenhangen met etnische en culturele achtergrondkenmerken. Dat omgangspatroon moet gericht zijn op het gelijkwaardig en gezamenlijk functioneren in de Nederlandse samenleving’.
Subdoelstellingen zijn:
- Het verwerven van kennis van elkaars achtergronden, omstandigheden en cultuur
- Met elkaar leren samenleven
- Het voorkomen en tegengaan van vooroordelen, discriminatie en racisme[3]

Er bestaan in Nederland geen officiële voorschriften voor de inhoud van ICO of voor de manier waarop het moet worden aangeboden. Hierdoor verschilt de manier waarop ICO wordt vormgegeven per school of zelfs per klas.

## Theoretisch Raamwerk
Om te bestuderen hoe ICO wordt vormgegeven, kan gebruik worden gemaakt van een theoretisch raamwerk. Het meest gebruikte theoretisch raamwerk voor multicultureel onderwijs is het raamwerk van Banks. Banks onderscheidt vijf dimensies van multicultureel onderwijs:

### Inhoudsintegratie
Inhoudsintegratie houdt in dat informatie en voorbeelden uit verschillende culturen worden gebruikt om de leerstof uit te leggen.

### Proces van kennisconstructie
Dit houdt in dat uitgelegd wordt hoe kennisconstructie werkt en dat daarbij vertekeningen van de werkelijkheid kunnen optreden. Leerlingen leren kritisch te kijken naar de kennis die ze aangeboden krijgen, omdat deze vaak is gebaseerd op het perspectief van de dominante groep in de samenleving.

### Terugdringen van vooroordelen
Het terugdringen van vooroordelen houdt in dat lessen en activiteiten worden aangeboden die een positieve houding ten opzichte van andere etnische en culturele groepen bevorderen.

### Gelijkheidspedagogiek
Gelijkheidspedagogiek betreft het gebruik van lesstrategieën, -stijlen en -procedures die de leerprestaties van leerlingen van diverse groepen bevorderen.

### Empowerment van schoolcultuur en -structuur
Empowerment van schoolcultuur en -structuur richt zich op factoren op schoolniveau die eraan bijdragen dat leerlingen uit benadeelde groepen gelijk worden behandeld. Een voorbeeld van een empowering schoolcultuur is dat docenten hoge verwachtingen hebben van alle leerlingen. Een voorbeeld van een empowering schoolstructuur is een systeem waarin studenten niet sterk ingedeeld worden naar niveau.

## Onderzoek
Er is nog weinig onderzoek gedaan naar hoe ICO in de praktijk wordt vormgegeven. Uit het onderzoek dat verricht is, blijkt dat in Nederland weinig prioriteit wordt gegeven aan ICO. Dit komt onder andere door onduidelijkheid over de doelgroep, de doelstellingen en de wijze van invoering. Daarnaast is er vanuit de maatschappij geen sterke behoefte om intercultureel onderwijs in te voeren op alle scholen.
Hoewel ICO voor alle scholen verplicht is, wordt er vooral op scholen met een etnisch diverse leerlingenpopulatie aandacht aan geschonken. Mogelijke verklaringen hiervoor zijn dat scholen met vooral autochtone leerlingen de relevantie van ICO niet zien of dat het lastiger is om ICO vorm te geven in een etnisch homogene leeromgeving.
Op de meeste Nederlandse scholen wordt ICO aangeboden door middel van incidentele activiteiten, waarbij vooral aandacht is voor de culturele folklore. Het wordt vaak niet geïntegreerd in het curriculum. Dit beeld komt ook naar voren uit onderzoek naar Intercultureel Onderwijs in Vlaanderen. Ook in Vlaanderen wordt vooral aandacht besteed aan culturele folklore en wordt ICO vooral opgevat als inhoudsintegratie.